# 弗里德里希·席勒號列車
弗里德里希·席勒号（德語：Friedrich Schiller）是曾经运行于德国西部城市杜塞尔多夫至该国西南部城市斯图加特间一班长途列车所使用的名称，由德国联邦铁路（1994年后为德国铁路）在1972年至2001年间开行。其命名源自18世纪的德国著名诗人及哲学家弗里德里希·席勒，后者即出生于斯图加特所在的巴登-符腾堡州。列车自开行以来曾先后被纳入城际列车及全欧快车等类别，直至2001年停运。

## 历史
自1971年起，德国联邦铁路开始仿造全欧快车（TEE）的标准，在德国本土的客运网络中开行全一等车厢等级的城际列车（IC）。但其服务班次比每日一班的全欧快车更为频密，达到每小时或每两小时开行一班。弗里德里希·席勒号于1972年10月加入这一网络，初期提供杜塞尔多夫－斯图加特的往返服务。至1975年6月1日，列车的运行线路向北延伸至多特蒙德始发及终到。
在整个1970年代，德国联邦铁路还构思在城际列车中加载二等车厢，并已在部分线路中进行测试，从而形成了“IC79项目”（IC79 Project）。弗里德里希·席勒号也于1977年夏天进行了搭载二等车厢的测试。一年后，其运行线路进一步北延至汉堡始发及终到。
IC79项目自1979年9月28日起正式实施，但弗里德里希·席勒号仍维持全一等车厢编组，并被归类为全欧快车，以使其能从搭载两舱车厢等级的城际列车类别中区分开来。全欧快车弗里德里希·席勒号采用德国铁路103型电力机车担当牵引任务，客车车厢则使用自1964年起生产的莱茵之金型车厢（Rheingold-Wagen）的改良版本。
| 17次 | 17次  | 停靠站     | 16次  | 16次 |
| 里程 | 时刻  | 停靠站     | 时刻  | 里程 |
| ---- | ----- | ---------- | ----- | ---- |
| 0    | 14:33 | 多特蒙德   | 11:22 | 506  |
| 34   | 14:53 | 埃森       | 11:01 | 472  |
| 54   | 15:06 | 杜伊斯堡   | 10:47 | 452  |
| 77   | 15:19 | 杜塞尔多夫 | 10:32 | 429  |
| 117  | 15:44 | 科隆       | 10:06 | 389  |
| 151  | 16:03 | 波恩       | 09:42 | 355  |
| 210  | 16:36 | 科布伦茨   | 09:11 | 296  |
| 302  | 17:28 | 美因茨     | 08:20 | 204  |
| 335  | 17:48 | 达姆斯塔特 | 07:59 | 171  |
| 394  | 18:18 | 海德堡     | 07:30 | 112  |
| 506  | 19:30 | 斯图加特   | 06:20 | 0    |

经过三年的高等级运营，弗里德里希·席勒号于1982年被撤出全欧快车服务并被其它城际列车所取代。1985年6月2日，弗里德里希·席勒号重新在多特蒙德－慕尼黑的线路中开行，直至1991年6月1日。在1991年6月2日至1993年5月22日期间，弗里德里希·席勒号再度恢复至其原始路线（杜塞尔多夫－斯图加特）中运行；自1993年5月23日起，列车再度运行于多特蒙德－慕尼黑间，并最终在2001年6月9日停运。

## 脚註
1. ↑  Mertens & Malaspina 2007，第384頁.
2. ↑  Goette 2008，第130頁.
3. ↑  Mertens & Malaspina 2007，第380頁.
4. ↑  Hajt 2001，第92頁.
5. ↑  Mertens & Malaspina 2007，第385頁.